# Tom Ayrton

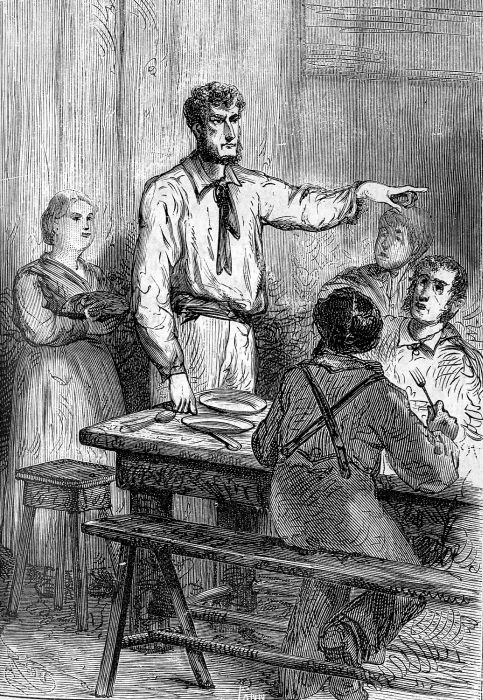
Tom Ayrton na ilustraci z románu Děti kapitána Granta, Édouard Riou, 1868

Tom Ayrton je fiktivní postava, která vystupovala ve dvou románech francouzského autora Julese Verna. Poprvé je představen jako hlavní postava románu Děti kapitána Granta (1867–1868). Poté se objevuje i v pozdějším díle Tajuplný ostrov (1874).

## Životopis

### Děti kapitána Granta
Skotský námořník Ayrton slouží jako kormidelník na palubě trojstěžníku Britannia, pod velením kapitána Harryho Granta. Kvůli rozdílným názorům a extrémním sporům s kapitánem vyvolává na lodi vzpouru, která ovšem skončí jeho vyloučením z lodi. Je zanechán sám u australských břehů.

### Tajuplný ostrov
V románu Tajuplný ostrov se Ayrton objevuje poté, co se trosečníci, žijící na ostrově Lincoln dozvídají ze zprávy v zapečetěné láhvi, že se na blízkém ostrově nachází jiný trosečník a vydávají se mu na pomoc. Trosečníka objeví, ale zjišťují, že za dlouhá léta v odloučení a samotě získal zvířecí návyky, a tak jej na svůj ostrov převáží spoutaného. Teprve na Lincolnu se po čase dozvídají o jeho minulosti. Díky jejich péči a přátelství se Ayrtonovi postupně vrací duševní zdraví a přidává se ke skupině. Trpí ovšem stále výčitkami svědomí a pocitem, že je nehoden žít mezi čestnými muži. Svůj charakter ale dosvědčuje během útoku pirátů, kdy čelí pokušení přidat se na jejich stranu, vrátit se k starému způsobu života. Odolává a bojuje na straně kolonistů.